# Liacarus incisus
Liacarus incisus är en kvalsterart som först beskrevs av Grobler, Ozman och Cobanoglu 2003.  Liacarus incisus ingår i släktet Liacarus och familjen Liacaridae. Inga underarter finns listade i Catalogue of Life.